# Stazione di Castelnuovo Berardenga
La stazione di Castelnuovo Berardenga è una stazione ferroviaria posta sulla linea Siena-Chiusi-Chianciano Terme. Serve il centro abitato di Castelnuovo Berardenga Scalo frazione però del Comune d’Asciano.